# Achilles-Doktorfisch
Der Achilles-Doktorfisch (Acanthurus achilles) oder Orangen-Doktorfisch ist eine Art aus der Familie der Doktorfische (Acanthuridae) und gehört in dieser der Unterfamilie der Skalpelldoktorfische (Acanthurinae) an.

## Verbreitung
Sie leben im Pazifik, von der Torres-Straße bis zu den Marquesas und von den Karolinen bis nach Hawaii in turbulenten Flachwasseregionen bis zehn Metern Tiefe.

## Verhalten
Der Achilles-Doktorfisch lebt einzeln oder in Paaren, nur in Polynesien auch in Schwärmen.

## Aquarienhaltung
Trotz seines herrlichen Aussehens ist der Achilles-Doktorfisch als Aquarienbewohner nicht zu empfehlen. Importierte Tiere sind oft geschwächt, von Parasiten befallen und krankheitsanfällig. Der Fisch hat ein ausgeprägtes Schwimmbedürfnis, sodass er ein sehr großes Becken benötigt und durch rastloses Schwimmen viel Unruhe in die im Aquarium gehaltene Fischgesellschaft bringt. Er ist außerdem unverträglich gegenüber anderen Acanthurus-Arten. Gleichwohl wird er im Zierfischhandel bisweilen angeboten.